# فاندالور
فاندالور (بالإنجليزية: Vandalur)‏ هي منطقة سكنية تقع في الهند في ضاحية كانتشيبورام. يقدر عدد سكانها بـ 13,311 نسمة وترتفع عن سطح البحر 50 متر.